# 北村英明
北村 英明（きたむら えいめい／ひであき、1946年5月5日 - ）は、日本の作家、詩人、作詞家。熊本県生まれ。都留文科大学国文科卒。日本推理作家協会、日本ペンクラブ会員。

## 著書
- 『愛が逃げた君よ追いかけるか 詩集』鷹書房 1976
- 『君たちは詩人になれる』さ・え・ら書房 1978 ジュニア版詩の教室
- 『私たちの作った詩』編著 さ・え・ら書房 1978 ジュニア版詩の教室
- 『お話の書き方 1・2・3年』さ・え・ら書房 1979
- 『お話の書き方 4・5・6年』さ・え・ら書房 1979
- 『作詞・作曲でめしをくうには 売りこみ大作戦』協楽社 1979
- 『演歌は誰にでもつくれる ヒット演歌の作曲法』協楽社 1981
- 『やさしい小学生の劇の本』協楽社 1982
- 『作詞の心得11章 君の熱いハートを伝えてみよう』協楽社 1983
- 『先生がガキ大将だった頃 子どもに語る感動の少年時代』協楽社 1983
- 『プロミュージシャンの心得11章 君も作詞家・作曲家・シンガーソングライター・編曲家になれる』協楽社 1983
- 『北村英明のハメ込み作詞実践講座』協楽社 1985
- 『キミも作詞家、作曲家 プロを目指すキミへのサクセス・マニュアル』KMP 1986
- 『ハメ込み作詞入門 メロディーに詞をつける』ケイ・エム・ピー 1986
- 『作詞作曲っておもしろい』ケイ・エム・ピー 1987
- 『たのしい作詞のしかた 初心者のために』成美堂出版 1988
- 『やさしい作詞のABC 作詞家への近道』ケイ・エム・ピー 1988
- 『いちばんやさしい音楽史』音教社 1989
- 『作詩のコツがわかれば音楽がおもしろい』音教社 1989
- 『頑固親父は受験トレーナー』鎌倉書房 1990
- 『作詞がわかる11章 君の熱いハートを伝えてみよう』ケイ・エム・ピー 1997
- 『作詞作曲でめしをくうには 売り込み(秘)大作戦』ケイ・エム・ピー 1997
- 『恨の旋律』ケイ・エム・ピー 1997
- 『やさしい作詞のABC 作詞家への道』ケイ・エム・ピー 1997
- 『思いいづる人々 音楽業界道半ばなり』オンキョウパブリッシュ 1999
- 『簡単!作詞のコツ教えます わかりやすいstep式』オンキョウパブリッシュ 1999
- 『献花』ケイ・エム・ピー 2000
- 『わが青春の日々』ケイ・エム・ピー 2001
- 『青春の譜』ケイ・エム・ピー 2002
- 『復活 病の淵から』ケイ・エム・ピー 2005
- 『繊月城殺人事件』ティーケイシー出版 2006
- 『悲歌(エレジィー) 「新撰組」殺人事件』里文出版 2011
- 『これから始める人のための作詞入門』メトロポリタンプレス 2012

## 参考
- http://bookweb.kinokuniya.co.jp/htm/4880236004.html

| スタブアイコン | サブスタブ | この項目は、まだ閲覧者の調べものの参照としては役立たない、文人（小説家・詩人・歌人・俳人・作詞家・作家・放送作家・随筆家（コラムニスト）・文芸評論家）に関連した書きかけの項目です。この項目を加筆・訂正などしてくださる協力者を求めています（P:文学/PJ:作家）。 |